# Edmond Aman-Jean

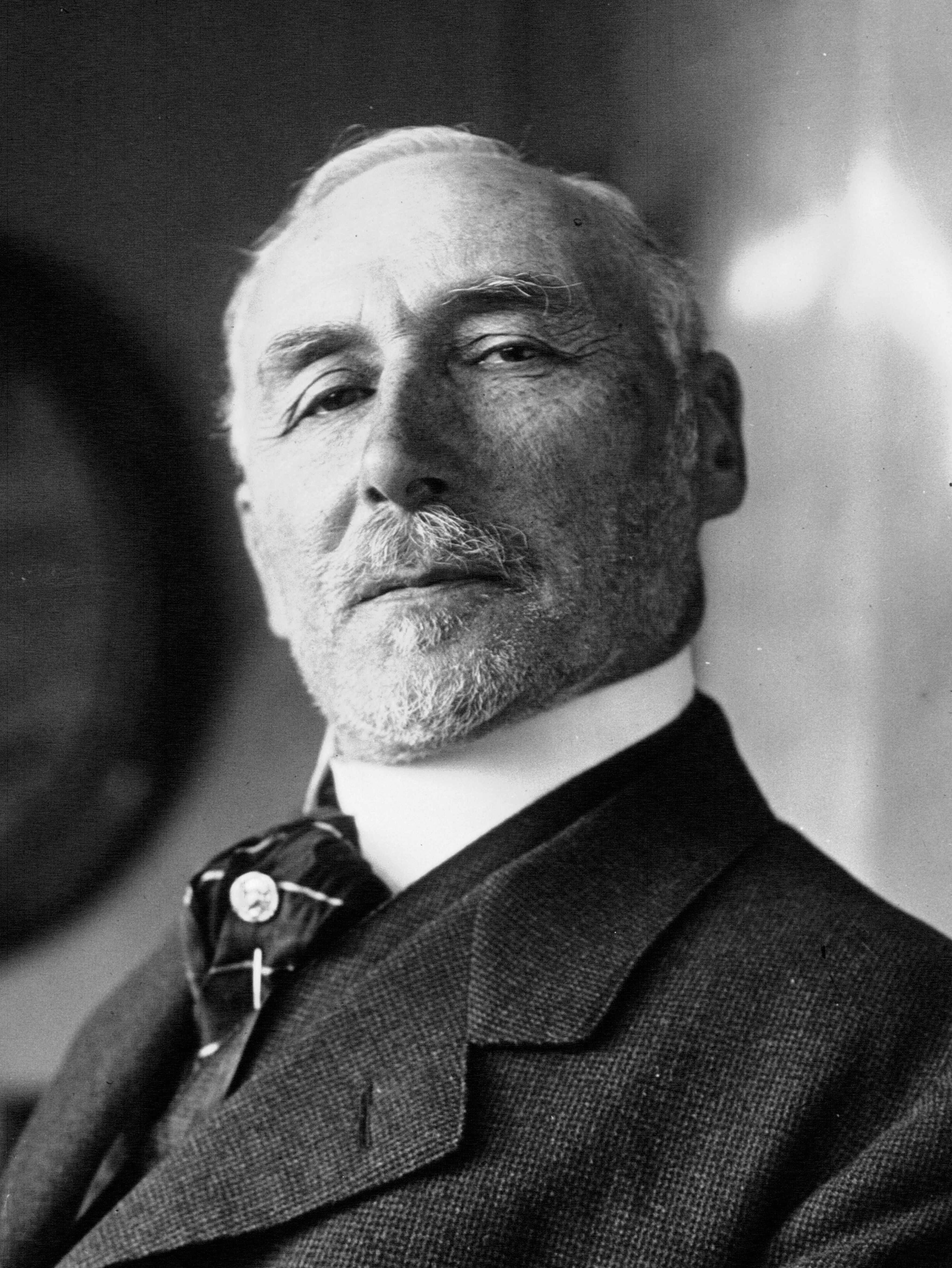
Edmond Aman-Jean (1918)

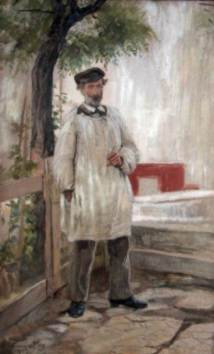
Dora Hitz: Der Maler Edmond François Aman-Jean, 1889

Edmond François Aman-Jean (* 13. November 1858 in Chevry-Cossigny, Département Seine-et-Marne; † 25. Januar 1936 in Paris) war ein französischer Maler des Fin de siècle und Gründer des Salon des Tuileries.

## Leben
Aman-Jean studierte an der Pariser Kunsthochschule bei Henri Lehmann und Pierre Puvis de Chavannes. Beeinflusst wurde er auch durch japanische Kunst, Ukiyo-e sowie durch die englischen Präraffaeliten. Seine Schüler waren u. a. der US-Amerikaner Charles Hopkinson und die Rumänen Theodor Pallady sowie Nicolae Tonitza und Julie Wolfthorn.
Befreundet war er mit Georges Seurat, mit dem er sich seit 1879 ein Atelier in Paris teilte und den Symbolisten Paul Verlaine, Auguste de Villiers de L’Isle-Adam und Stéphane Mallarmé. Von 1883 bis 1884 war er Mitarbeiter Puvis de Chavannes’, 1885 hielt er sich mit einem Reisestipendium in Rom, Neapel und Arezzo auf. 1887 reiste er zusammen mit Georges Seurat nach Brüssel, um Vincent van Gogh zu besuchen.
Aman-Jean malte anfänglich historische und allegorische Themen, unter anderem Jeanne d’Arc und Sirenerna, aber gewann hauptsächlich durch seine dekorativen Phantasiebilder (Venezia und weitere) einen Namen. Daneben entwarf er Plakate und schuf Graphiken. Ende der 1880er Jahre gelang ihm mit seinen Bildnissen von Damen der Pariser Gesellschaft der künstlerische Durchbruch. Für seine Frauenporträts mit leicht sentimental verfeinerten und melancholisch verdunkelten Attributen erhielt er 1889 und 1900 die Goldmedaille der Pariser Welt-Ausstellung. Seit 1897 war er korrespondierendes Mitglied der Wiener Secession. Nach mehreren Italienaufenthalten geriet er unter dem Eindruck des Ersten Weltkriegs in eine Schaffenskrise. Anfang der 1920er Jahre nahm er seine künstlerische Tätigkeit wieder auf. Zusammen mit Auguste Rodin und Albert Besnard gründete er 1923 Jahre den „Salon des Tuileries“, der sich zu einer der bedeutenden französischen Jahresausstellungen entwickeln sollte. 1933 erhielt er für sein Lebenswerk die Ernennung zum Commandeur der Légion d’Honneur.
Seine Gemälde hängen heute u. a. im Pariser Musée d’Orsay, im Louvre und in den Kunstmuseen von Nantes, Straßburg, Douai, Lyon, Rouen, Dijon, Carcassonne, in Aachen, Frankfurt, Los Angeles, Melbourne und Rio de Janeiro.

## Mitgliedschaften
Seit 1920 war er assoziiertes Mitglied der Königlichen Akademie der Wissenschaften und Schönen Künste von Belgien.